# Good to Be Bad
Albums de Whitesnake
Restless Heart
(1997) Forevermore
(2011)
Singles
1. Lay Down Your Love
Sortie : 2008
2. All for Love
Sortie : 2008
3. Summer Rain
Sortie : 2008

Good to Be Bad est le dixième album studio du groupe de hard rock, Whitesnake. Il est sorti en avril 2008 sur le label SPV Steamhammer et a été produit par les Brutal Brothers (David Coverdale, Doug Aldrich, Michael McIntyre).

## Historique
Cela faisait 11 ans, plus précisément depuis l'album Restless Heart, que le groupe n'avait plus sorti d'album. David Coverdale est le seul membre qui reste. Le reste des musiciens provient de la tournée 2002, célébrant le 25e anniversaire du groupe, c'est-à-dire les guitaristes Doug Aldrich (Dio) et Reb Beach (Winger) et le claviériste Timothy Drury. Le bassiste Uriah Duffy rejoindra Whitesnake en 2005 ainsi que le batteur et, ancien membre de Whitesnake, Tommy Aldridge qui sera remplacé en décembre 2007 par Chris Frazier (Eddie Money).
Le groupe enregistra cet album en partie à Los Angeles à la Casa Dala et aux Clear Lake Audio Studios (pour la batterie) et à Lake Tahoe dans le Nevada dans le Home studio de David Coverdale, le Snakebyte Studio.
Suivant les pays, l'album sortira avec des titres bonus différents (listés ci-dessous). En 2023, l'album est proposé sous le titre Still... Good to Be Bad par Rhino Entertainment et sous forme de Box set contenant 4 Cd + 1 Blu-Ray.
Trois singles,Lay Down Your Love, All for Love et Summer Rain, seront tirés de l'album mais aucun ne se classera dans les charts.
Il se classa à la 7e place dans les charts britanniques et à la 62e place du Billboard 200 aux États-Unis.

## Liste des titres
Toutes les chansons sont écrites et composées par David Coverdale et Doug Aldrich.
| No  | Titre                      | Durée |
| --- | -------------------------- | ----- |
| 1.  | Best Years                 | 5:15  |
| 2.  | Can You Hear the Wind Blow | 5:04  |
| 3.  | Call On Me                 | 5:02  |
| 4.  | All I Want All I Need      | 5:41  |
| 5.  | Good to Be Bad             | 5:14  |
| 6.  | All for Love               | 5:13  |
| 7.  | Summer Rain                | 6:11  |
| 8.  | Lay Down Your Love         | 6:01  |
| 9.  | A Fool in Love             | 5:50  |
| 10. | Got What You Need          | 4:16  |
| 11. | 'Til The End of Time       | 5:35  |

## Composition du groupe
- David Coverdale - chants
- Doug Aldrich - guitares
- Reb Beach - guitares
- Uriah Duffy - basse
- Chris Frazier - batterie
- Timothy Drury - claviers

## Charts
| Pays                                  | Durée du classement | Meilleur classement | Date          |
| ------------------------------------- | ------------------- | ------------------- | ------------- |
| Allemagne (GfK Entertainment)         | 8 semaines          | 6e                  | 2 mai 2008    |
| Autriche (Ö3 Austria Top 40)          | 6 semaines          | 11e                 | 2 mai 2008    |
| Belgique (V) (Ultratop)               | 3 semaines          | 70e                 | 3 mai 2008    |
| Belgique (W) (Ultratop)               | 1 semaine           | 75e                 | 3 mai 2008    |
| Canada (Canadian Album Chart)         | 1 semaine           | 23e                 | 10 mai 2008   |
| Danemark (Tracklisten)                | 1 semaine           | 18e                 | 2 mai 2008    |
| Écosse (Scottish Album Chart)         | 5 semaines          | 6e                  | 27 avril 2008 |
| États-Unis (Billboard 200)            | 3 semaines          | 62e                 | 10 mai 2008   |
| États-Unis (Independent Albums)       | 5 semaines          | 8e                  | 10 mai 2008   |
| Finlande (Suomen virallinen lista)    | 7 semaines          | 5e                  | 28 avril 2008 |
| France (SNEP)                         | 3 semaines          | 69e                 | 26 avril 2008 |
| Italie (FIMI)                         | 4 semaines          | 57e                 | 24 avril 2008 |
| Norvège (VG-lista)                    | 5 semaines          | 5e                  | 28 mai 2008   |
| Pays-Bas (MegaCharts)                 | 4 semaines          | 33e                 | 26 avril 2008 |
| Royaume-Uni (UK Albums Chart)         | 4 semaines          | 7e                  | 27 avril 2008 |
| Royaume-Uni (UK Rock and Metal Chart) | 10 semaines         | 1er                 | 27 avril 2008 |
| Suède (Sverigetopplistan)             | 11 semaines         | 10e                 | 24 avril 2008 |
| Suisse (Schweizer Hitparade)          | 6 semaines          | 11e                 | 2 mai 2008    |